# Кейп-Скіррінг
Кейп Скіррінг, або Кап Скіррінг, — місто на узбережжі Атлантичного океану в регіоні Зігіншор у Сенегалі . Це 
популярний серед європейців морський курорт з аеропортом і полем для гольфу . Місто спочатку заселили рибалки. Він був відкритий французами Зігіншора як рекреаційна пляжна зона в 1960-х роках. Злітно-посадкова смуга для малих літаків була побудована наприкінці 1960 року членами Aero Club de Ziguinchor.